# واکسول وایون
واکسول وایون (Vauxhall Wyvern) خودرویی است که در سال‌های ۱۹۴۸ تا ۱۹۵۷تولید شده‌است.